# Neptunia
Neptunia é um género de plantas com flor pertencente à subfamília Mimosoideae da família Fabaceae. O género tem o seu centro de diversidade na Austrália.

## Taxonomia
O género Neptunia inclui as seguintes espécies:
- Neptunia amplexicaulis Domin[1]
- Neptunia dimorphantha Domin[1]
- Neptunia gracilis Benth.[1]
- Neptunia lutea
- Neptunia major (Benth.) Windler[1]
- Neptunia monosperma F.Muell. ex Benth.
- Neptunia pubescens
- Neptunia oleracea (= Neptunia natans auct.)